# Chèo bẻo đuôi cờ chẻ
Dicrurus paradiseus là một loài chim trong họ Dicruridae.
Phạm vi phân bố của loài này trải dài từ phía tây dãy Hy Mã Lạp Sơn đến phía đông dãy Hy Mã Lạp Sơn và đồi Mishmi ở chân đồi dưới 1.200 m (3.900 ft). Chúng được tìm thấy ở những ngọn đồi của bán đảo Ấn Độ và Tây Ghats. Tiếp tục đi về phía tây đến các đảo Borneo và Java ở phía đông qua đất liền và hải đảo. 
Giống như các loài chèo bẻo khác, chúng ăn chủ yếu là côn trùng nhưng cũng ăn trái cây và ăn mật hoa. Có đôi chân ngắn, chúng đứng thẳng và thường đậu trên những cành cây cao và lộ ra. Chúng rất hung dữ và đôi khi đuổi những con chim lớn hơn, đặc biệt là khi làm tổ. Chúng thường hoạt động vào lúc hoàng hôn. 